# Pfarrkirche Piber

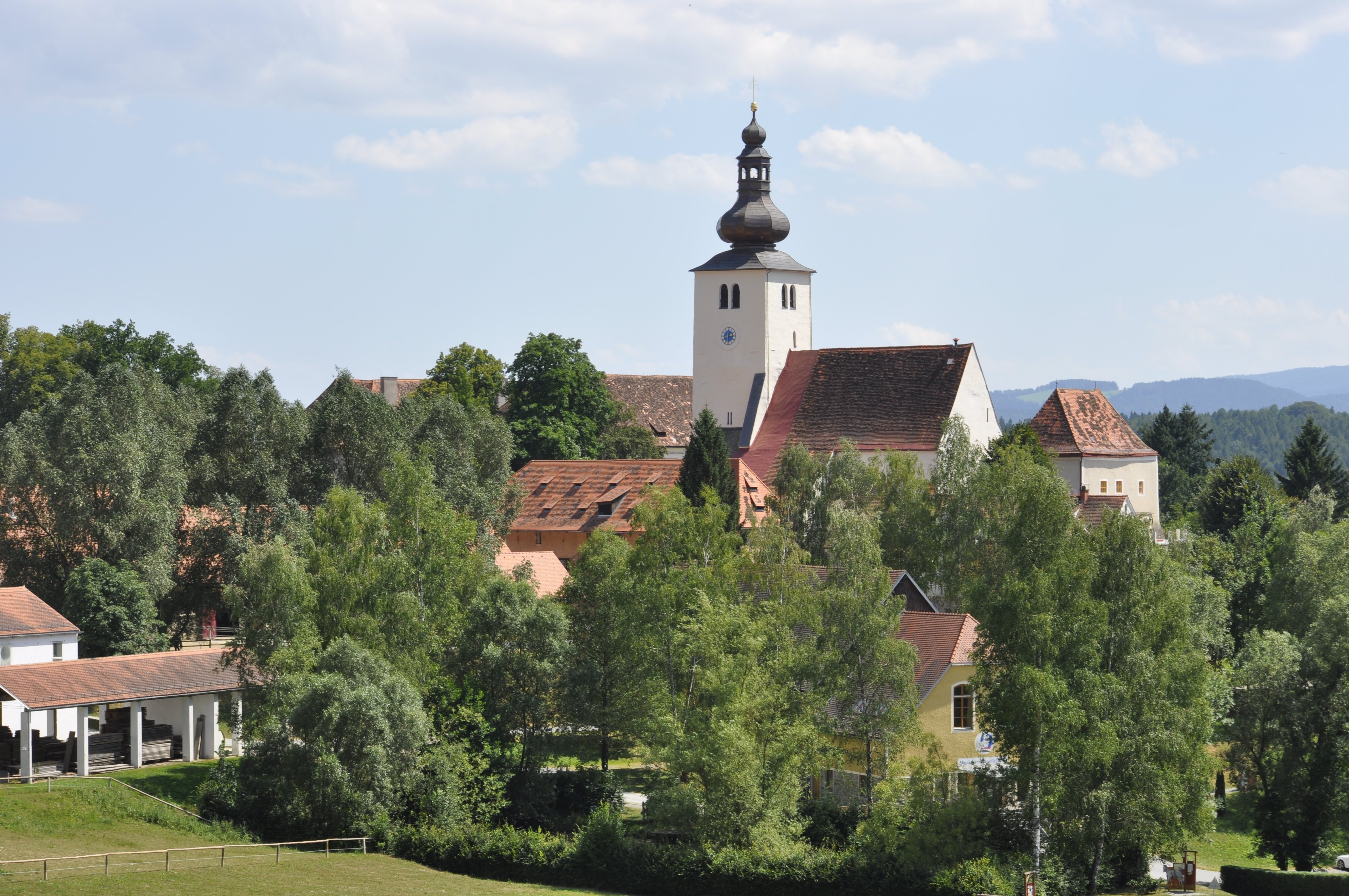
Pfarrkirche Piber von Norden (Juli 2011)

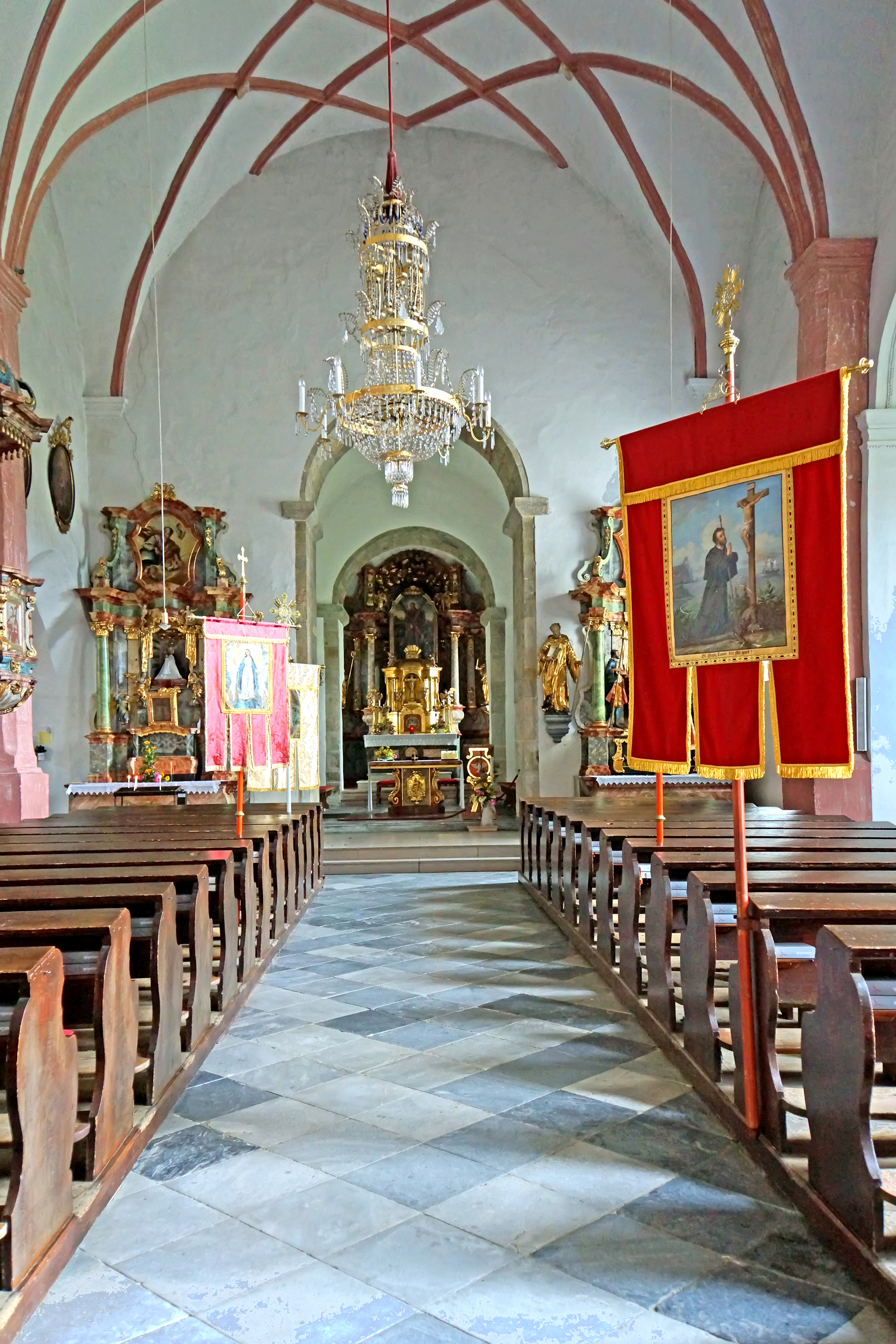
Innenansicht der Kirche

Die römisch-katholische Pfarrkirche St. Andreas der Pfarre Piber steht in dem zur Stadtgemeinde Köflach gehörenden Ort Piber in der Steiermark. Sie ist eine typische, romanische, teilweise gotisierte Landkirche. Ihre Geschichte geht bis in die Mitte des 11. Jahrhunderts zurück. Sie ist die Mutterpfarre der nördlichen Weststeiermark.

## Geschichte
Die Kirche wird erstmals 1066 als Pfarre erwähnt. 1103 wurde sie dem Stift St. Lambrecht geschenkt, in dessen Besitz sie sich mit Unterbrechungen bis in das Jahr 1786 befand. Die heutige Kirche wurde zu Beginn des 13. Jahrhunderts errichtet und in der Zeit der Spätgotik sowie um 1629 bis 1631 umgebaut. Um 1400 wurde eine Kapelle angebaut. Im ersten Viertel des 16. Jahrhunderts wurde die romanische Flachdecke des Kirchenschiffes durch ein spätgotisches Netzrippengewölbe ersetzt. 1955 fand eine Außen-, 1960 eine Innenrestaurierung statt. Im Jahr 2002 wurde die alte Orgel durch eine neue Orgel von Walter Vonbank mit 12 Registern ersetzt.

## Beschreibung
Die Kirche ist eine typische romanische Landkirche und wird von einer ursprünglich wehrhaften Kirchhofmauer umgeben. Der mächtige, romanische Kirchturm befindet sich über dem Chorquadrat, und hat einen barocken Zwiebelhelm mit Laterne. Er hat gekuppelte, rundbogige Schallfenster und drei Glocken, von denen eine im Jahr 1528 gegossen wurde. Die Außenseite der niedrigen, halbkreisförmigen Apsis ist mit einem Bogen- und einem Zahnschnittfries versehen. An der Apsis ist ein Grabstein mit der Darstellung eines in Rüstung knienden Herren von Kainach aus dem Ende des 16. Jahrhunderts eingemauert. An der Außenseite der gotischen Sakristei befinden sich Strebepfeiler. Bei der Kreuzkapelle befindet sich ein überlebensgroßes Kruzifix aus dem zweiten Viertel des 18. Jahrhunderts.
Das romanische, fünfjochige Kirchenschiff wird von einem Netzrippengewölbe überspannt, welches auf abgefasten, barockisierten Wandpfeilern ruht. An das Langhaus schließt das Chorquadrat mit niedrigen Rundbögen aus Quadersteinen mit Kämpferprofilen. An der nördlichen Mauer des Chorquadrates befinden sich die Reste eines verstäbten, spätgotischen Portals mit gedrehten Basen. An das Chorquadrat schließt die niedrige Halbkreisapsis, welche fast gleich breit wie der Kirchturm ist. Unter der Apsis befindet sich eine kleine, achteckige Krypta. Nördlich an das Chorquadrat ist eine einjochige, gotische, ehemalige Kapelle angebaut, welche heute als Sakristei genutzt wird. Diese hat einen Fünfachtelschluss und wird von einem auf Halbkreisdiensten sitzenden Kreuzrippengewölbe überwölbt. Eine zweijochigeTaufkapelle mit einem Kreuzgratgewölbe schließt nördlich an das Langhaus an. An der südlichen Langhausmauer befindet sich der Anbau einer rechteckigen Kreuzkapelle mit Kreuzrippengewölbe und Eierstab-Stuckleisten aus dem 17. Jahrhundert. Im westlichen Teil des Langhauses befindet sich die dreiachsige, von einem Kreuzgratgewölbe unterwölbte Empore. Der Zugang zur Kirche erfolgt im Westen durch ein einmal gestuftes, romanisches Rundbogenportal mit zwei Knospenkapitellen. Alle Fenster im Kirchenschiff sind barockisiert, mit der Ausnahme eines romanischen Fensters an der Südseite. Die Rundbogenfenster in der Apsis weisen leichte, heute teilweise vermauerte Ansätze zum Spitzbogen auf.
Der Hochaltar füllt die gesamte Apsis aus. Er wurde in der Zeit um 1710 bis 1720 aufgestellt. Das in das Jahr 1627 datierte und mit I. S. fecit. signierte Altarblatt zeigt den heiligen Andreas sowie das Wappen des Lambrechter Abtes Johann Heinrich Stattfeld. Der rechte Seitenaltar, ein Anna-Altar mit Statuen von Balthasar Prandstätter wurde um 1752 aufgestellt. Der linke Seitenaltar stammt ungefähr aus derselben Zeit wie der Anna-Altar. Der Kreuzaltar wurde zu Beginn des 18. Jahrhunderts und das Tabernakel um 1730 errichtet. Die mit Reliefs versehene Kanzel wurde um 1752 von Johann Piringer gefertigt. Der Taufstein stammt aus dem 17. Jahrhundert. Die Orgel wurde 2002 von dem Orgelbauer Walter Vonbank aufgestellt. Sie besitzt 20 Register auf zwei Manualen und Pedal.
Am Fronbogen stehen zwei aus dem zweiten Viertel des 18. Jahrhunderts stammende Statuen der Heiligen Bernhard und Benedikt. In den Fensterlaibungen der Sakristei zur Chorschräge findet man Fresken aus dem Anfang des 15. Jahrhunderts. In der Kirche befinden sich einige Bilder, so etwa eine Darstellung der Anbetung der Könige aus dem ersten Drittel des 17. Jahrhunderts, ein Bildnis der heiligen Anna mit Maria und Joachim aus der Mitte des 17. Jahrhunderts so wie zwei ebenfalls aus dem 17. Jahrhundert stammende Apostelbilder und ein gleichzeitiges Bild des heiligen Joseph. Die ovalen Passionsbilder stammen aus dem dritten Viertel des 18. Jahrhunderts, die Kreuzwegbilder aus der Zeit um 1800. Ein gläserner Hängeleuchter wurde in der Mitte des 19. Jahrhunderts gefertigt. In der Sakristei stehen ein Paramentenschrank aus dem Jahr 1631 sowie ein in das Jahr 1725 datierter, eingelegter Sakristeischrank mit geschnitzter Bekrönung. Über das gesamte Kirchengebäude verteilt findet man einige figürliche Römersteine.